# قرار مجلس الأمن التابع للأمم المتحدة رقم 820
قرار مجلس الأمن التابع للأمم المتحدة رقم 820، المعتمد في 17 نيسان / أبريل 1993، بعد إعادة التأكيد على جميع القرارات السابقة بشأن موضوع تسوية سلمية دائمة في البوسنة والهرسك والمنطقة، ناقش المجلس خطة السلام للبوسنة والهرسك والخطوات الشاملة لضمان التنفيذ.

## محتويات
وأكد المجلس من جديد أن ممارسة التطهير العرقي أمر غير مقبول وأنه ينبغي إعادة جميع المهجرين إلى ديارهم. وأشار إلى القرار 808 (1993) الذي تم فيه تأكيد مقترحات إنشاء محكمة دولية، مما يعبر عن قلق المجلس بشأن ظروف ضحايا النزاع.
ومضى القرار لتأكيد خطة السلام الخاصة بالبوسنة والهرسك وقبولها من قبل طرفين من الأطراف البوسنية، إلا أنه تم الإعراب عن القلق من رفض الجانب الصربي البوسني لاتفاقية الترتيبات المؤقتة. طُلب من جميع الأطراف الالتزام بوقف إطلاق النار وعدم الانخراط في أعمال عدائية أخرى، واحترام حق قوة قوة الأمم المتحدة للحماية والوكالات الإنسانية الدولية في الوصول دون عوائق إلى البلد بأكمله وضمان سلامة موظفيها. وأدينت انتهاكات القانون الدولي الإنساني، ولا سيما التطهير العرقي واحتجاز واغتصاب النساء. وأعلن أن جميع التصريحات التي تم الإدلاء بها تحت الإكراه لاغية وباطلة وأن لجميع النازحين الحق في العودة إلى ديارهم.
أعلن مجلس الأمن عزمه على المساعدة في تنفيذ خطة السلام، وطلب من الأمين العام بطرس بطرس غالي تقديم تقرير بمقترحات مفصلة بما في ذلك السيطرة الفعالة على الأسلحة الثقيلة في غضون 9 أيام من اتخاذ القرار الحالي، وطلب من الدول الأعضاء التعاون معه.

## العقوبات
وبعد ذلك، قرر المجلس، بموجب الفصل السابع من ميثاق الأمم المتحدة، أن الإجراءات الواردة أدناه ستنفذ في غضون 9 أيام ما لم يوقع صرب البوسنة على خطة السلام ويوقفوا هجماتهم، مشيرًا إلى أنه إذا استمروا، فإن هذه التدابير ستدخل حيز التنفيذ على الفور، وشملت التدابير:
1. الاستيراد والتصدير والشحن عبر المناطق المحمية والمناطق التي يسيطر عليها صرب البوسنة لن تسمح به إلا حكومتا كرواتيا أو البوسنة والهرسك، باستثناء المساعدات الإنسانية؛
2. ينبغي لجميع الدول، عند تنفيذ القرارات 757 (1992)، 760 (1992) و787 (1992) والقرار الحالي، أن تتخذ خطوات لمنع تحويل السلع والمنتجات الموجهة إلى أماكن أخرى، إلى جمهورية يوغوسلافيا الاتحادية (صربيا والجبل الأسود)؛
3. الطلب بالتعاون الكامل مع قوة الأمم المتحدة للحماية مع مصالح مراقبة الهجرة والجمارك المستمدة من 769 (1992)؛
4. كان لابد من الحصول على تصريح من اللجنة المنشأة في 724 (1991) بجميع عمليات الملاحة على نهر الدانوب؛
5. منع السفن التي تملكها أو تسيطر عليها جمهورية يوغوسلافيا الاتحادية، أو تلك التي تنتهك قرارات مجلس الأمن، من المرور عبر المنشآت النهرية؛
6. تتحمل البلدان الواقعة على ضفاف نهر الدانوب مسؤولية ضمان امتثال الشحن للقرارات السابقة؛
7. أهمية الإجراءات المتخذة والإبلاغ عن أي انتهاكات وإصدار العقوبات إذا لزم الأمر؛
8. على الدول التي لديها أموال من جمهورية يوغوسلافيا الاتحادية (صربيا والجبل الأسود) تجميدها؛
9. يحظر نقل جميع السلع والمنتجات عبر الحدود البرية أو إلى أو من موانئ جمهورية يوغوسلافيا الاتحادية، باستثناء الإمدادات الطبية والغذائية والمساعدات الإنسانية وتلك التي توافق عليها اللجنة؛
10. ينبغي للدول المجاورة لجمهورية يوغوسلافيا الاتحادية أن تمنع مرور جميع مركبات الشحن والمقطورات إلى أو خارج جمهورية يوغوسلافيا الاتحادية باستثناء كمية محدودة من العبور وافقت عليها اللجنة؛
11. حجز جميع السفن والمركبات والطائرات المشتبه في انتهاكها للقرارات قيد التحقيق، مع تحميل التكاليف على أصحابها؛
12. حظر تقديم الخدمات، باستثناء الاتصالات السلكية واللاسلكية أو الخدمات البريدية أو الخدمات القانونية؛
13. حظر جميع الشحن التجاري في المياه الإقليمية قبالة صربيا والجبل الأسود.

وأكد المجلس أن التدابير المذكورة أعلاه لا تنطبق على قوة الأمم المتحدة للحماية والمؤتمر الدولي المعني بيوغوسلافيا السابقة وبعثة المراقبة التابعة للجماعة الأوروبية. كما أعلن عن اهتمامه بإعادة النظر في الإجراءات بمجرد تعاون حزب صرب البوسنة بحسن نية مع خطة الأمم المتحدة للسلام.

## روابط خارجية
- نص القرار في undocs.org